# Digitaria aequatoriensis
Digitaria aequatoriensis là một loài thực vật có hoa trong họ Hòa thảo. Loài này được (Hitchc.) Henrard mô tả khoa học đầu tiên năm 1930.